# Wild Bill (Fernsehserie)
Wild Bill ist eine britische Dramedy-Fernsehserie, die ab 12. Juni 2019 von ITV ausgestrahlt wurde. Die Hauptfigur wird von Rob Lowe gespielt, der auch einer der Produzenten ist. Im Oktober 2018 wurden sechs Episoden bestellt. Nach Ausstrahlung der ersten Staffel verkündete ITV im Oktober 2019 die Einstellung der Serie. Auf Deutsch wurden alle Episoden von ZDFneo in der Nacht des 31. Juli 2020 ausgestrahlt.

## Handlung
Nachdem er sich genötigt sah, wegen Gewalttätigkeit gegen einen Jungen, der sexuelle Bilder seiner vierzehn Jahre alten Tochter ins Internet hochgeladen hat, bei seiner Behörde zu kündigen, zieht der verwitwete ehemalige US Polizeichef Bill Hixon mit seiner Tochter Kelsey von Miami nach England, um in Boston als Chief Constable zu agieren. Obwohl er seine Kollegen sofort beeindruckt, scheint niemand sehr erfreut zu sein, einen amerikanischen Beamten vorgesetzt bekommen zu haben. Einzige Ausnahme ist die noch in der Ausbildung befindliche junge eifrige Kriminalbeamtin Muriel Yeardsley (Bronwyn James), zu der Bill nach anfänglich holprigem Start eine Affinität entwickelt.

## Episoden
| Nr. | Deutscher Titel      | Originaltitel                                 | Erstausstrahlung Vereinigtes Königreich | Regie          | Drehbuch                   |
| --- | -------------------- | --------------------------------------------- | --------------------------------------- | -------------- | -------------------------- |
| 1 | Boston, Lincolnshire | Welcome to Boston                             | 12. Juni 2019                           | Charles Martin | Dudi Appleton & Jim Keeble |
| Bill Hixon kommt nach Boston, um die Position des Chief Constable der Polizei von East Lincolnshire einzunehmen – aber sein erster Tag ist alles andere als Routine, als der Kopf eines weiblichen Teenagers, die vor mehreren Jahren verschwand, in der Gefriertruhe eines Sonderlings gefunden wird. Bill ergreift die Chance, einen der rätselhaftesten unaufgeklärten Fälle der Behörde zu lösen. Im Verlauf der Untersuchungen zum Tod des Mädchens freundet er sich mit deren Mutter Angie (Susan Lynch) an.                                            |                      |                                               |                                         |                |                            |
| 2 | Piano Man            | Piano Man                                     | 19. Juni 2019                           | Charles Martin | Dudi Appleton & Jim Keeble |
| Der unter Amnesie leidende „Piano Man“ (Craig Parkinson) wird nach einer Auseinandersetzung an einem Bahnhof verhaftet. Er ist Verdächtiger in einer Reihe unaufgeklärter Raubüberfälle, die von einem „Boston Bandit“ genannten Täter verübt wurden. Obwohl die Kriminalabteilung den Fall als abgeschlossen ansieht, vermutet Bill, dass der Piano Man als Sündenbock dienen soll. Er bohrt weiter, um die Wahrheit herauszufinden. Seine Stellvertreterin Lydia gerät unter Druck, als ihre private Verbindung zu einem der Überfallopfer aufgedeckt wird. |                      |                                               |                                         |                |                            |
| 3 | Alte und Einsame     | Dead Men Don't Return Library Books           | 26. Juni 2019                           | John Hardwick  | Tom Farrelly               |
| Bostons Rentner werden von einem gealterten Räuber heimgesucht, der nach fünfzehn Jahren Abwesenheit anscheinend wieder aktiv ist. Bill verhört die Bibliothekarin Alma Smith (Emma D’Arcy), deren DNA teilweise mit der des Räubers übereinstimmt. Almas Vater Jonjo Ryan (Paul Brennen) verschwand, als sie noch ein Baby war. Aber Bill entdeckt, dass Almas Verbindung zu dem Fall möglicherweise weniger unschuldig ist, als es ihm anfänglich schien. Gleichzeitig steht er selbst unter verschärfter Beobachtung durch die Presse.                     |                      |                                               |                                         |                |                            |
| 4 | Familienfehde        | Bad Blood in the Soil                         | 3. Juli 2019                            | John Hardwick  | Tom Moran                  |
| Die zwischen zwei Bauernfamilien herrschende Fehde wird befeuert, als die Leiche des Landarbeiters Will Mowbray in einem abgelegenen Waldstück namens „Dead Man’s Wood“ („Wald des toten Mannes“) gefunden wird. Zunächst verdächtigt Bill die wütende Audrey Merrick (Lisa Palfrey), für Wills Ermordung verantwortlich zu sein. Aber Muriel ist überzeugt, dass der Sohn der Rivalen, Ray Gilchrist (Con O’Neill), eine wesentliche Rolle spielt. Währenddessen gipfelt Kelseys erster Tag an ihrer neuen Schule in einer unerwarteten Freundschaft.        |                      |                                               |                                         |                |                            |
| 5 | Arbeiterparadies     | You're Stupid Enough to Say That to A Copper? | 10. Juli 2019                           | Annie Griffin  | Melissa Bubnic             |
| In einem auf dem Fluss treibenden Koffer wird ein ermordeter Bauer gefunden. Im Zuge der Ermittlungen weint sich die Tochter des Opfers, Charlene (Nichola Burley), an Bills Schulter aus. Verdächtig scheinen zunächst die auf der Lohnliste stehenden eingewanderten Arbeiter, von denen viele ihre ärmlichen Lebensbedingungen beklagen. Die Untersuchungen werden schnell komplizierter, als heraus kommt, dass die Frau des Opfers, Lubica (Katarina Čas), kürzlich all seine Besitztümer erworben hat.                                                  |                      |                                               |                                         |                |                            |
| 6 | Ausverkauf           | Nothing Behind the Curtain                    | 17. Juli 2019                           | Annie Griffin  | Dudi Appleton & Jim Keeble |
| Auf seinem Heimweg vom Dienst findet Bill in der Nähe eines Bauernhofs auf einem am Straßenrand lodernden Scheiterhaufen fünf verkohlte Leichen. Deren Obduktion enthüllt, dass allen Opfern mit einer Nagelpistole in den Kopf geschossen wurde, aber dies nicht die Todesursache war. In Fällen mit ähnlichem Modus Operandi stöbernd deckt Bill eine Mordserie auf, die von Frank McGill (Patrick Bergin) begangen wurde. Der ehemalige Killer befindet sich für seine Aussage als Kronzeuge gegen seinen damaligen Bandenboss seit 1997 im Zeugenschutz.  |                      |                                               |                                         |                |                            |

## Besetzung
- Rob Lowe (Synchronsprecher: Dietmar Wunder[5]) als Chief Constable Bill Hixon, Chef der Polizei von East Lincolnshire.[6]
- Bronwyn James (Marie-Isabel Walke) als DC Muriel Yeardsley, eine Kriminalbeamtin in Ausbildung, der Bill besonders zugeneigt ist.[6]
- Rachael Stirling (Katrin Zimmermann) als Lady Mary Harborough, eine Richterin, mit der Bill eine Affäre hat.[6]
- Anjli Mohindra (Susanne Geier) als Deputy Chief Constable Lydia Price, Bills Stellvertreterin.[6]
- Tony Pitts (Frank Röth) als Keith Metcalfe; als Commissioner für Polizei und Kriminalität ist er der Vorgesetzte von Bill.[6]
- Anthony Flanagan (Leonhard Mahlich[5]) als PC Sean Cobley, ein desillusionierter Streifenpolizist, der Bill partout nicht als Vorgesetzten akzeptieren will.[6]
- Divian Ladwa (Julius Jellinek) als PC Troy Drakes, PC Cobleys linkischer Streifenpartner.[6]
- Aloreia Spencer (Jamie Lee Blank) als Kelsey Hixon, Bills Teenager Tochter.[6]
- Angela Griffin als Lisa Cranston, eine Lokaljournalistin, die mit der Beobachtung von Bills Tätigkeit als Chief Constable beauftragt wird.[6]
- Vicki Pepperdine (Heidrun Bartholomäus) als Broadbent, ortsansässige Pathologin der Polizeibehörde.[6]
- Steffan Rhodri (Lutz Schnell) als DS Alex Blair, DC Yeardsleys direkter Vorgesetzter, dem die Beteiligung an einer Reihe unaufgeklärter bewaffneter Raubüberfälle nachgewiesen wird.[6]
- Aleksandar Jovanovic (selbst) als Oleg Kraznov, ein gefährlicher russischer Geschäftsmann, der in Bills Zuständigkeitsbereich ein kriminelles Imperium zu errichten versucht.[6]